# Saint Johns flygplats
Saint John är en flygplats i Kanada. Den ligger i den sydöstra delen av landet, 800 km öster om huvudstaden Ottawa. Saint John ligger 108 meter över havet. Den ligger vid sjön Robertson Lake.
Terrängen runt Saint John är platt. Närmaste större samhälle är Saint John, 14,7 km väster om Saint John. 
I omgivningarna runt Saint John växer i huvudsak blandskog. Runt Saint John är det glesbefolkat, med 11 invånare per kvadratkilometer.